# Coptoprepes valdiviensis
Coptoprepes valdiviensis är en spindelart som beskrevs av Ramírez 2003. Coptoprepes valdiviensis ingår i släktet Coptoprepes och familjen spökspindlar. Inga underarter finns listade i Catalogue of Life.